# Julian Glover
Julian Wyatt Glover CBE (Hampstead, 27 maart 1935) is een Brits acteur.

## Biografie
Glover werd geboren in Hampstead, Londen, als zoon van Honor Ellen Morgan-Wyatt, een BBC-journaliste en goede vriendin van schrijfster Barbara Pym, en Claude Gordon Glover, een radioproducent van de BBC. Zijn jongere halfbroer is de muzikant Robert Wyatt. Glover was tweemaal getrouwd met actrices: Eileen Atkins en Isla Blair, met wie hij een zoon heeft, acteur Jamie Glover.

## Carrière
Glover ging naar de Bristol Grammar School, waar hij in dezelfde klas zat als acteurs Timothy West en David Prowse, en later naar Alleyn's School in Dulwich. Hij acteerde bij de Royal Shakespeare Company. In de jaren 50 was hij vooral actief in het theater en in de jaren 60 en 70 verscheen hij in verschillende Britse televisieseries, zoals The Avengers, The Saint, Doctor Who en Blake's 7. Glover speelde Adolf Hitlers schoonbroer Hermann Fegelein in de biografische oorlogsfilm Hitler: The Last Ten Days, met Alec Guinness als Hitler.
In de jaren 80 had Glover enkele grote rollen in films, zoals die van Keizerlijk Generaal Maximilian Veers in Star Wars: Episode V: The Empire Strikes Back, de roekeloze Griekse schurk Aristotle Kristatos in de James Bond-film For Your Eyes Only en als de bedrieglijke Amerikaanse Nazi Walter Donovan in Indiana Jones and the Last Crusade. 
In 2002 verleende Glover zijn stem aan de gigantische spin Aragog in Harry Potter en de Geheime Kamer.
Van 2011 tot 2016 was Glover te zien als Grandmaester Pycelle in de fantasy-televisieserie Game of Thrones van HBO.
Recent speelde Glover de rol van Mr. Brownlow in de musical Oliver!.

## Filmografie
- Bibsys: 7009309
- Biblioteca Nacional de España: XX1218534
- Bibliothèque nationale de France: cb140489259 (data)
- Gemeinsame Normdatei: 1018280855
- International Standard Name Identifier: 0000 0001 0141 633X
- Library of Congress Control Number: n83042347
- MusicBrainz: 966bfcc0-9e9d-4517-b7f8-80ebd04b9caa
- Nationale Bibliotheek van Tsjechië: xx0202302
- Nationale Bibliotheek van Israël: 987007437562205171
- Nederlandse Thesaurus van Auteursnamen: 073585157
- Réseau des bibliothèques de Suisse occidentale: 02-A003302363
- SNAC: w66j3741
- Système universitaire de documentation: 05760522X
- Virtual International Authority File: 25974883
- WorldCat: E39PBJxCx4dPVTb69F9KHp6R8C